# Zambia Consolidated Copper Mines Investment Holdings
Zambia Consolidated Copper Mines Investment Holdings (ZCCM-IH) ist eine Aktiengesellschaft und Finanzholding, die Teile von Zambia Consolidated Copper Mines (ZCCM) übernommen hat. Sie wurde 1999 gegründet und befindet sich zu 87,6 Prozent in staatlichem Besitz von Sambia. Ihre übrigen Aktien werden an den Börsen in Lusaka und London gehandelt.
Das Unternehmen ist im Zuge und zum Zweck der Privatisierung der sambischen Wirtschaft entstanden. Ihr Ziel ist nicht wie bei ZCCM der Betrieb und die Erhaltung von Kupferbergbau und -industrie, somit auch die Gewinnung von Kobalt, Blei und Zink in Sambia, sondern die Profitmaximierung für die Regierung und eine durchschnittliche 12,4-Prozent-Beteiligung an Unternehmen in diesen Sektoren. ZCCM-IH ist vergleichsweise klein und vor allem mit der Prüfung von Bilanzen beschäftigt. Die Reduktion sambischen Einflusses auf eine Beteiligung bedeutet nicht, dass das einheimische Management dieser Unternehmen ausgetauscht werden könnte.
Das Unternehmen hat sehr wenige umweltpolitische und soziale Verantwortungen übernommen, die als historisch gewachsen betrachtet wurden. 
Das Unternehmen ist im Jahr 2006 an neun Betrieben beteiligt. Laut The Economist vom 20. Mai 2006 betragen die Beteiligungen von ZCCM-IH:
- 20,6 Prozent an Konkola Copper Mines Plc
- 20 Prozent an Kansanshi Mines Plc
- 20 Prozent an Copperbelt Energy Corporation Plc
- 15 Prozent an Luanshya Copper Mines Plc,
- 15 Prozent an NFC Africa Mining Plc
- 15 Prozent an Chibuluma Mines Plc
- 10 Prozent an Mopani Copper Mines Plc
- 10 Prozent an Chambishi Metals Plc
- 100 Prozent an Ndola Lime Company

Die wichtigsten ausländischen Investoren in Sambias Kupferbergbau und somit Kooperationspartner sind: 
- Die schweizerische Glencore International (Mopani Copper Mines)
- J&W Investment (Chambishi Metals),
- Vedanta Resources der indischen Sterlite Industries Ltd. (Konkola Copper Mines),
- First Quantum Minerals aus Kanada (Kansanshi und Bwana Mkubwa mines)
- Equinox Minerals (Lumwana Copper-Cobalt Project),
- Metorex of South Africa (Chibuluma Mines)
- Die chinesische Non-Ferrous Metals (NFC Africa Mining)

Der Kupferpreis auf dem Weltmarkt lag 2001 bei etwa US-Dollar 1.300 pro Tonne, im November 2006 bei US-Dollar 8.000 pro Tonne.